# Acción Patriótica Económica Nacional
La Acción Patriótica Económica Nacional (APEN) fue un movimiento político formado por liberales radicales, conservadores capitalistas y nacionalistas liberales (Los Leopardos) de Colombia; latifundistas, industriales, y financieros entre otros. El movimiento, activo en las décadas de 1930 y 1940, agrupaba los intereses del bipartidismo nacional con predominio del sector terrateniente liberal, llegando a ser considerada como la conjunción de la extrema derecha de ambos partidos.
La APEN defendía la propiedad privada y la iniciativa económica de los particulares, que según su opinión, estaban amenazadas por la infiltración de ideas socialistas expuestas en las reformas impulsadas por la "Revolución en marcha" del gobierno de Alfonso López Pumarejo.
Los jefes más destacados del movimiento fueron el conservador José Camacho Carreño y el liberal Juan Lozano y Lozano, y su principal medio de comunicación fue el periódico La Razón. Otros líderes del movimiento fueron el general Ruperto Aya, y el financiero Samuel Williamson.
La APEN tuvo actividad hasta los años 1940 y ha sido considerada como la antesesora de la Asociación Nacional de Industriales (ANDI).

## Historia

### Contexto
A partir de 1929, la Gran Depresión arrastró los precios de los productos industriales, que constituían la mayor parte de las importaciones de Colombia. En este contexto, el gobierno de Colombia adoptó en 1931 la protección arancelaria, con el objetivo de proteger la agricultura y la industria del país. Sin embargo, la caída de los precios internacionales del café, condujo a luchas agrarias principalmente en Sumapaz, Viotá y la región del Tequendama y Córdoba, Bajo este contexto se (movilizaron a favor de los campesinos colombianos en todo el país las Ligas Campesinas, los Sindicatos de Obreros Rurales, y las Unidades de Acción Rural como expresiones del movimiento campesino).
Entre 1931 y 1932 se fundaron tres entidades, la Caja Agraria (CA), la Corporación Colombiana de Crédito (CCC), y el Banco Central Hipotecario (BCH), todas con la intención de recuperar el sistema financiero colombiano.
Tras llegar al poder en 1934, el liberalismo adoptó el vocabulario de los jóvenes del partido socialista y de los círculos estudiosos del marxismo. Así, al momento de posesionarse como presidente, Alfonso López Pumarejo había sostenido que la propiedad “tiene su fundamento en la función social que desempeña”. Dentro de este ideario, su gobierno creó dos impuestos: el de patrimonio y el de exceso de utilidades, con el que buscaba conseguir fondos para iniciar obras y prestar servicios. Sin embargo fuerzas y personas de derecha incrustadas en el gobierno y en el Congreso, impedían que el presidente diera pasos más avanzados.
En respuesta, la Sociedad de Agricultores de Colombia (SAC) y la Federación Nacional de Cafeteros de Colombia (FNC) asumieron la causa de los terratenientes, y la primera dio origen en 1933 a un sindicato de propietarios y empresarios agrícolas, que trató de intervenir en los litigios de Cundinamarca y Tolima. La FNC, por su parte, patrocinó en parte la fundación de la APEN para montar una campaña contra los ánimos de redistribucionistas.
Los impuestos alejaron a sectores liberales del Gobierno. Por su parte, el líder conservador Laureano Gómez invitaba a la “acción intrépida”, “el atentado personal” y a “hacer invivible la república”.

### La APEN
La APEN nació el 7 de marzo de 1935 para oponerse al movimiento de masas campesino y, sobre todo, para acabar con la "Revolución en marcha" del presidente Alfonso López Pumarejo. Ese día, varios acaudalados propietarios de Colombia conforman esta liga que adoptó el lema de líder liberal Benjamín Herrera: “La Patria por encima de los Partidos”. Nombrarón como portavoz a Enrique Soto quien dio lectura a un manifiesto dirigido a agricultores, capitalistas, comerciantes, industriales y propietarios. Tras manifestar su voluntad de “iniciar en Colombia un movimiento de orden, de cordura, paz y trabajo por aquellos de sus hijos que solo desean para ella su prosperidad y engrandecimiento dentro del más alto concepto de la justicia”, La APEN intentó desestabilizar al Gobierno de López Pumarejo.
El movimiento participó en las elecciones legislativas de Colombia de 1935 donde obtuvo 850 votos. El año siguiente, José Camacho Carreño y  Juan Lozano y Lozano desarrollaron una campaña en el periódico La Razón para defender el “sagrado derecho de propiedad”, según el amenazado por el artículo 30 de la Constitución, aprobado en la reforma de ese año que definía ese derecho como una función social que implica obligaciones.
En 1942, López Pumarejo fue elegido para un segundo mandato presidencial en medio de una fuerte oposición por parte de la APEN.

## Legado
En la década de 1930 los gremios económicos comenzaran a disputarle el poder político al Estado, contribuyendo así a su debilitamiento. Inicialmente, desde la APEN y, en menor medida a través de los agricultores capitalistas asociados en la Sociedad de Agricultores de Colombia (SAC). Posteriormente, asociaciones gremiales, como la Federación Nacional de Comerciantes (FENALCO), la Federación Nacional de Cafeteros de Colombia, que existía desde 1927, y la Asociación Nacional de Industriales (ANDI).